# Probační a mediační služba
Probační a mediační služba (PMS) je organizační složkou České republiky, která provádí úkony probace a mediace ve věcech projednávaných v trestním řízení. Zřízení, organizaci a činnost PMS upravuje zákon č. 257/2000 Sb., o Probační a mediační službě. Dohled nad její činností provádí Ministerstvo spravedlnosti, přičemž ministr spravedlnosti má jako svůj poradní orgán v této oblasti zřízenu Radu pro probaci a mediaci.
PMS zahájila svou činnost k 1. lednu 2001. Usiluje o zprostředkování účinného a společensky prospěšného řešení konfliktů spojených s trestnou činností a současně organizuje a zajišťuje výkon alternativních trestů a opatření s důrazem na zájmy poškozených, ochranu komunity a prevenci kriminality.

## Organizace
Plnění úkolů Probační a mediační služby ve vztahu k soudům, státním zastupitelstvím a orgánům Policie České republiky zajišťují její střediska, která působí v sídlech okresních soudů. V čele středisek stojí vedoucí střediska. Konkrétní úkoly v rámci probace nebo mediace pak provádí buď úředníci nebo asistenti Probační a mediační služby. Úředníkem může být každý, kdo je bezúhonný, plně svéprávný, má magisterské vysokoškolské vzdělání ve společenskovědní oblasti a složil odbornou zkoušku. Pro funkci asistenta se naopak kromě bezúhonnosti, plné způsobilosti a věku na 21 let vyžaduje jen společenskovědní středoškolské vzdělání.
V čele celé Probační a mediační služby pak stojí ředitel, kterého jmenuje a odvolává ministr spravedlnosti. Ředitelem organizace byl nejdříve Mgr. Pavel Štern, od června 2014 do listopadu 2015 byla ředitelkou PaedDr. Jitka Čádová. V únoru 2016 tuto funkci převzala PhDr. Andrea Matoušková, která k 19. říjnu 2024 podala rezignaci.

## Činnost
Činnost služby se rozlišuje na probační a mediační. Probací je organizování a vykonávání dohledu nad obviněným, obžalovaným nebo odsouzeným, kontrola výkonu těch alternativních trestů, ve kterých byly uloženy nějaké povinnosti nebo omezení, dále sledování chování odsouzeného ve zkušební době podmíněného propuštění z výkonu trestu odnětí svobody, jakož i individuální pomoc obviněnému a působení na něj ve smyslu vedení řádného života. Mediací je pak mimosoudní zprostředkování řešení sporu mezi obviněným a poškozeným.
V rámci probace vytváří předpoklady k tomu, aby trestní věc mohla být projednána v některém ze zvláštních druhů trestního řízení, aby vazba byla nahrazena jiným opatřením, případně aby mohl být uložen a vykonán trest nespojený s odnětím svobody. Proto obviněnému poskytuje odborné vedení a pomoc, sleduje a kontroluje jeho chování a spolupracuje s rodinným a sociálním prostředím, ve kterém žije a pracuje, s cílem, aby v budoucnu vedl řádný život.
Kromě toho se Probační a mediační služba podílí i na prevenci trestné činnosti.